# FEI Nations Cup 2017 (Vielseitigkeit)
Der FEI Nations Cup 2017 im Vielseitigkeitsreiten (2017 FEI Nations Cup™ Eventing) war die sechste Saison des Nations Cups der Vielseitigkeitsreiter.

## Ablauf der Turnierserie
Wie bereits erstmals im Vorjahr, so umfasste die Serie auch 2017 neben Wertungsprüfungen in Europa auch eine Etappe in den Vereinigten Staaten von Amerika. Die Prüfungen waren größtenteils als CICO 3* ausgeschrieben, lediglich die Abschlussetappe wurde abweichend als CCIO 3* ausgerichtet. Aufgrund der Absage der ersten Etappe startete die Turnierserie erst am 17. Mai, sie endete am 8. Oktober 2017.
In den Wertungsprüfungen erhielt die siegreiche Mannschaft jeweils 100 Punkte, die nachfolgenden Equipen bekamen eine absteigende Anzahl an Wertungspunkten. Für jeden Reiter, der die Prüfung nicht beendet, erhielten die Mannschaften 1000 Minuspunkte in der Prüfung. Damit war sichergestellt, dass alle Mannschaften mit einem Ergebnis abschließen und Wertungspunkte für den Nations Cup erhalten.

## Die Prüfungen

### 1. Prüfung: Italien
Nachdem im Vorjahr der italienische Nationenpreis in Vidigulfo-Vairano ausgerichtet worden war, sollte er 2017 nach Montelibretti zurückkehren. Doch wie bereits 2015 kam keine Nationenpreiswertung zustande. Anstelle des CICO 3* wurde vom 20. bis 23. April 2017 ein CIC 3* mit sieben Teilnehmern durchgeführt.

### 2. Prüfung: Polen
Gut ein halbes Jahr vor den Vielseitigkeits-Europameisterschaften war Strzegom auch noch Austragungsort des polnischen Nationenpreisturniers. Die vom 17. bis 21. Mai 2017 hier durchgeführten Strzegom Horse Trials umfassten neben dem CICO 3*-Nationenpreis fünf weitere Vielseitigkeitsprüfungen, von der 1*-Vielseitigkeit bis hin zum CCI 3*.
Ähnlich wie später bei den Europameisterschaften war auch schon im April die Geländestrecke entscheidend für den Ausgang der Prüfung. Überhaupt nur ein Reiter (Alexander Bragg) beendete die Strecke ohne weitere Minuspunkte. Die deutschen Mannschaftsreiter kamen jeweils auf 3,20 bis 6,80 Minuspunkte im Gelände. Damit bekam Deutschland nur 17 Minuspunkte hinzu, die Führung nach der Dressur wurde damit deutlich ausgebaut. Auch im abschließenden Springen blieb kaum ein Reiter mit seinem Pferd ohne Fehler. Der Vorsprung der führenden deutschen Equipe war jedoch so groß, dass ihr Sieg ungefährdet blieb. Ähnlich verlief es in der Einzelwertung: Hier siegte der deutsche Einzelreiter Kai Rüder vor zwei deutschen Mannschaftsreitern.
Mannschaftswertung CICO 3*
|                                                            | Mannschaft                                                 | Reiter und Pferde                                          | Minuspunkte                                                | Minuspunkte                                                | Minuspunkte                                                | Minuspunkte                                                | Wertungs- punkte |
| Dressur                                                    | Mannschaft                                                 | Reiter und Pferde                                          | Gelände                                                    | Springen                                                   | Gesamt                                                     |                                                            | Wertungs- punkte |
| ---------------------------------------------------------- | ---------------------------------------------------------- | ---------------------------------------------------------- | ---------------------------------------------------------- | ---------------------------------------------------------- | ---------------------------------------------------------- | ---------------------------------------------------------- | ---------------- |
| 1                                                          | Deutschland                                                | Andreas Dibowski FRH Butts Avedon                          | 46,20                                                      | 3,20                                                       | 8,00                                                       | 57,40                                                      |                  |
| 1                                                          | Deutschland                                                | Falk-Filip-Finn Westerich FBW Gina K                       | 47,00                                                      | 6,80                                                       | 4,00                                                       | 57,80                                                      |                  |
| 1                                                          | Deutschland                                                | Beeke Jankowski Tiberius                                   | 45,10                                                      | 6,80                                                       | 12,00                                                      | 63,90                                                      |                  |
| 1                                                          | Deutschland                                                | Jörg Kurbel Entertain You                                  | 49,80                                                      | 6,80                                                       | 8,00                                                       | (64,60)                                                    |                  |
| 1                                                          | Deutschland                                                |                                                            |                                                            |                                                            |                                                            | 179,10                                                     | 100              |
| 2                                                          | Großbritannien                                             | Alexander Bragg Redpath Ransom                             | 54,00                                                      | 0,00                                                       | 4,00                                                       | 58,00                                                      |                  |
| 2                                                          | Großbritannien                                             | Francesca Reid-Warrilow Dolley Whisper                     | 52,70                                                      | 36,40                                                      | 0,00                                                       | 89,10                                                      |                  |
| 2                                                          | Großbritannien                                             | Olivia Craddock Billy Liffy                                | 58,80                                                      | 32,00                                                      | 9,00                                                       | 99,80                                                      |                  |
| 2                                                          | Großbritannien                                             | Danielle Dunn Grandslam                                    | 58,30                                                      | AUSG                                                       |                                                            | (1000,00)                                                  |                  |
| 2                                                          | Großbritannien                                             |                                                            |                                                            |                                                            |                                                            | 246,90                                                     | 90               |
| 3                                                          | Schweden                                                   | Linda Algotsson Fairnet                                    | 50,80                                                      | 14,00                                                      | 12,00                                                      | 76,80                                                      |                  |
| 3                                                          | Schweden                                                   | Jonna Friman Lady-Grey                                     | 64,50                                                      | 10,80                                                      | 4,00                                                       | 79,30                                                      |                  |
| 3                                                          | Schweden                                                   | Ebba Adnervik Carlos                                       | 56,80                                                      | 21,60                                                      | 13,00                                                      | 91,40                                                      |                  |
| 3                                                          | Schweden                                                   | Henrik Adnervik Bally Quantos                              | 62,40                                                      | AUSG                                                       |                                                            | (1000,00)                                                  |                  |
| 3                                                          | Schweden                                                   |                                                            |                                                            |                                                            |                                                            | 247,50                                                     | 80               |
| 4                                                          | Italien                                                    | Arianna Guidarelli Seabisquit                              | 55,00                                                      | 12,40                                                      | 8,00                                                       | 75,40                                                      |                  |
| 4                                                          | Italien                                                    | Mattia Luciani Leopold K                                   | 66,90                                                      | 14,80                                                      | 8,00                                                       | 89,70                                                      |                  |
| 4                                                          | Italien                                                    | Susanna Bordone Dinky Inky                                 | 53,70                                                      | 51,20                                                      | 3,00                                                       | 107,90                                                     |                  |
| 4                                                          | Italien                                                    | Paolo Mario de Simone Oleg                                 | 66,30                                                      | 61,60                                                      | 8,00                                                       | (135,90)                                                   |                  |
| 4                                                          | Italien                                                    |                                                            |                                                            |                                                            |                                                            | 273,00                                                     | 70               |
| weitere Platzierungen: Niederlande: 5. Rang Polen: 6. Rang | weitere Platzierungen: Niederlande: 5. Rang Polen: 6. Rang | weitere Platzierungen: Niederlande: 5. Rang Polen: 6. Rang | weitere Platzierungen: Niederlande: 5. Rang Polen: 6. Rang | weitere Platzierungen: Niederlande: 5. Rang Polen: 6. Rang | weitere Platzierungen: Niederlande: 5. Rang Polen: 6. Rang | weitere Platzierungen: Niederlande: 5. Rang Polen: 6. Rang | 60 55            |

Einzelwertung CICO 3*
| Rang | Reiter                    | Pferd            | Mannschafts- wertung | Minuspunkte | Minuspunkte | Minuspunkte | Minuspunkte |
| Rang | Reiter                    | Pferd            | Mannschafts- wertung | Dressur     | Gelände     | Springen    | Gesamt      |
| ---- | ------------------------- | ---------------- | -------------------- | ----------- | ----------- | ----------- | ----------- |
| 1    | Kai Rüder                 | Colani Sunrise   | nein                 | 43,50       | 4,40        | 4,00        | 51,90       |
| 2    | Andreas Dibowski          | FRH Butts Avedon | ja                   | 46,20       | 3,20        | 8,00        | 57,40       |
| 3    | Falk-Filip-Finn Westerich | FBW Gina K       | ja                   | 47,00       | 6,80        | 4,00        | 57,80       |
| 4    | Alexander Bragg           | Redpath Ransom   | ja                   | 54,00       | 0,00        | 4,00        | 58,00       |
| 5    | Beeke Jankowski           | Tiberius         | ja                   | 45,10       | 6,80        | 12,00       | 63,90       |

### 3. Prüfung: Vereinigtes Königreich
Die Houghton International Horse Trials, die britische Etappe des Nations Cups, wurde 2017 vom 25. bis 28. Mai durchgeführt. Austragungsort war der Landsitz Houghton Hall in der Grafschaft Norfolk.
Die Anzahl der Mannschaften, die hier antraten, war deutlich geringer als im Vorjahr – zeitgleich fand in Saumur ein hochdotiertes CCI 3* statt. Statt sieben waren noch vier Equipen am Start. Drei der Mannschaften blieben deutlich unter 200 Minuspunkten. 20 oder mehr Minuspunkte im Gelände bekamen nur drei Mannschaftsreiter hinzu. Mit nur 7,6 Minuspunkten zum Dressurergebnis hinzu gewann Deutschland die Prüfung. Gut 20 Minuspunkte mehr gab es für die Gastgebernation auf Platz zwei. In der Einzelwertung gewann Bettina Hoy mit über fünf Minuspunkten Vorsprung vor Julia Krajewski, beide beendeten die Prüfung mit ihrem Dressurergebnis.
Mannschaftswertung CICO 3*
|         | Mannschaft         | Reiter und Pferde                   | Minuspunkte | Minuspunkte | Minuspunkte | Minuspunkte | Wertungs- punkte |
| Dressur | Mannschaft         | Reiter und Pferde                   | Springen    | Gelände     | Gesamt      |             | Wertungs- punkte |
| ------- | ------------------ | ----------------------------------- | ----------- | ----------- | ----------- | ----------- | ---------------- |
| 1       | Deutschland        | Bettina Hoy Seigneur Medicott       | 35,30       | 0,00        | 0,00        | 35,30       |                  |
| 1       | Deutschland        | Julia Krajewski Samourai du Thot    | 41,10       | 0,00        | 0,00        | 41,10       |                  |
| 1       | Deutschland        | Andreas Ostholt So is et            | 38,20       | 4,00        | 3,60        | 45,80       |                  |
| 1       | Deutschland        | Christoph Wahler Green Mount Flight | 56,00       | 10,00       | 28,40       | (94,40)     |                  |
| 1       | Deutschland        |                                     |             |             |             | 122,20      | 100              |
| 2       | Großbritannien     | Will Furlong Collien P              | 45,70       | 0,00        | 0,00        | 45,70       |                  |
| 2       | Großbritannien     | Oliver Townend Arctic Mouse         | 42,80       | 4,00        | 0,00        | 46,80       |                  |
| 2       | Großbritannien     | Piggy French Vanir Kamira           | 46,00       | 4,00        | 0,00        | 50,00       |                  |
| 2       | Großbritannien     | Georgie Strang Cooley Earl          | 49,00       | 0,00        | 4,40        | (53,40)     |                  |
| 2       | Großbritannien     |                                     |             |             |             | 142,50      | 90               |
| 3       | Vereinigte Staaten | Hannah Sue Burnett Harbour Pilot    | 37,20       | 12,00       | 0,00        | 49,20       |                  |
| 3       | Vereinigte Staaten | Caroline Martin The Aprrentice      | 48,20       | 6,00        | 0,00        | 54,20       |                  |
| 3       | Vereinigte Staaten | Katherine Coleman Longwood          | 53,50       | 4,00        | 0,00        | 57,50       |                  |
| 3       | Vereinigte Staaten |                                     |             |             |             | 160,90      | 80               |
| 4       | Neuseeland         | Tim Rusbridge Oneforthenotebook     | 60,90       | 8,00        | 0,80        | 69,70       |                  |
| 4       | Neuseeland         | Jesse Campbell Cleveland            | 35,30       | 8,00        | 30,80       | 74,10       |                  |
| 4       | Neuseeland         | Megan Heath Camelot                 | 52,20       | 0,00        | 44,80       | 97,00       |                  |
| 4       | Neuseeland         |                                     |             |             |             | 240,80      | 70               |

Einzelwertung CICO 3*
| Rang | Reiter          | Pferd             | Mannschafts- wertung | Minuspunkte | Minuspunkte | Minuspunkte | Minuspunkte |
| Rang | Reiter          | Pferd             | Mannschafts- wertung | Dressur     | Springen    | Gelände     | Gesamt      |
| ---- | --------------- | ----------------- | -------------------- | ----------- | ----------- | ----------- | ----------- |
| 1    | Bettina Hoy     | Seigneur Medicott | ja                   | 35,30       | 0,00        | 0,00        | 35,30       |
| 2    | Julia Krajewski | Samourai du Thot  | ja                   | 41,10       | 0,00        | 0,00        | 41,10       |
| 3    | Pippa Funnell   | Billy the Biz     | nein                 | 43,00       | 0,00        | 0,00        | 43,00       |
| 4    | Will Furlong    | Collien P         | ja                   | 45,70       | 0,00        | 0,00        | 45,70       |
| 5    | Andreas Ostholt | So is et          | ja                   | 38,20       | 4,00        | 3,60        | 45,80       |

### 4. Prüfung: Irland
Nachdem das irische Nationenpreisturnier drei Jahre lang auf dem Gelände des Ballindenisk House durchgeführt wurde, wechselte 2017 der Austragungsort. Der Nationenpreis fand nun vom 31. Mai bis 4. Juni auf dem Areal des Tattersalls Country House in Ratoath, gut 10 Kilometer außerhalb von Dublin, statt.
Es waren drei Mannschaften am Start. Frankreich setzte sich bereits nach der Dressur in Führung. Mit drei Ritten, die im Gelände zusammen nur vier Minuspunkte hinzubekamen, konnten die Franzosen diese Führung bis an das Ende der drei Teilprüfungen halten. Großbritannien und Irland bekamen im Gelände deutlich mehr Minuspunkte, in der Endrangierung kamen sie damit auf die Plätze zwei und drei.
Mannschaftswertung CICO 3*
|         | Mannschaft     | Reiter und Pferde                   | Minuspunkte | Minuspunkte | Minuspunkte | Minuspunkte | Wertungs- punkte |
| Dressur | Mannschaft     | Reiter und Pferde                   | Springen    | Gelände     | Gesamt      |             | Wertungs- punkte |
| ------- | -------------- | ----------------------------------- | ----------- | ----------- | ----------- | ----------- | ---------------- |
| 1       | Frankreich     | Luc Chateau Propiano de L'Ebat      | 36,00       | 0,00        | 1,20        | 37,20       |                  |
| 1       | Frankreich     | Sidney Dufresne Tresor Mail         | 42,30       | 7,00        | 0,00        | 49,30       |                  |
| 1       | Frankreich     | Raphael Cochet Sherazad de Louviere | 44,30       | 4,00        | 2,80        | 51,10       |                  |
| 1       | Frankreich     | Pierre Touzaint Scapin du Brio      | 64,00       | 0,00        | 26,40       | (90,40)     |                  |
| 1       | Frankreich     |                                     |             |             |             | 137,60      | 100              |
| 2       | Großbritannien | Oliver Townend King Joules          | 39,70       | 0,00        | 0,00        | 39,70       |                  |
| 2       | Großbritannien | Nicky Roncoroni Watts Burn          | 44,70       | 4,00        | 0,40        | 49,10       |                  |
| 2       | Großbritannien | Kitty King Vendredi Biats           | 43,70       | 7,00        | 28,00       | 78,70       |                  |
| 2       | Großbritannien | Alexander Bragg Swang Crackers II   | 55,80       | 12,00       | 30,8        | (98,60)     |                  |
| 2       | Großbritannien |                                     |             |             |             | 167,50      | 90               |
| 3       | Irland         | Sam Watson Ardagh Highlight         | 46,40       | 0,00        | 1,60        | 48,00       |                  |
| 3       | Irland         | Sarah Ennis Stellor Rebound         | 36,50       | 0,00        | 25,20       | 61,70       |                  |
| 3       | Irland         | Austin O’Connor Balham Houdini      | 49,40       | 8,00        | 30,80       | 88,20       |                  |
| 3       | Irland         | Cathal Daniels Back Chat            | 53,10       | 4,00        | AUSG        | (1000,00)   |                  |
| 3       | Irland         |                                     |             |             |             | 197,90      | 80               |

Einzelwertung CICO 3*
| Rang | Reiter          | Pferd              | Mannschafts- wertung | Minuspunkte | Minuspunkte | Minuspunkte | Minuspunkte |
| Rang | Reiter          | Pferd              | Mannschafts- wertung | Dressur     | Springen    | Gelände     | Gesamt      |
| ---- | --------------- | ------------------ | -------------------- | ----------- | ----------- | ----------- | ----------- |
| 1    | Luc Chateau     | Propiano de L'Ebat | ja                   | 36,00       | 0,00        | 1,20        | 37,20       |
| 2    | Oliver Townend  | King Joules        | ja                   | 39,70       | 0,00        | 0,00        | 39,70       |
| 3    | Tim Price       | Ascona M           | nein                 | 39,50       | 1,00        | 3,20        | 43,70       |
| 4    | Sam Watson      | Ardagh Highlight   | ja                   | 46,40       | 0,00        | 1,60        | 48,00       |
| 5    | Nicky Roncoroni | Watts Burn         | ja                   | 44,70       | 4,00        | 0,40        | 49,10       |

### 5. Prüfung: Österreich
Erstmals war auch eine österreichische Etappe Teil des Nations Cups. Als Austragungsort wurde die Theresianische Militärakademie in der Wiener Neustadt ausgewählt. Hier wurden in den Vorjahren bereits jeweils ein bis zwei internationale Vielseitigkeitsturniere ausgerichtet, jedoch bislang maximal auf 2*-Niveau. Das Nationenpreisturnier von Wiener Neustadt war als CICO 3* das einzige 3*-Vielseitigkeitsturnier, das 2017 in Österreich durchgeführt wurde. Es fand vom 30. Juni bis 2. Juli 2017 statt.
Nach der Dressur lag die deutsche Equipe in Führung und konnte dies auch im Gelände beibehalten. Österreich hingegen verlor im Gelände etwas an Boden und fiel auf Rang sechs zurück. Manfred Rust und sein Pferd Hugo Holiday hatten in der Dressur das schwächste Ergebnis der vier Mannschaftsreiter Österreichs erhalten, sie schieden im Gelände am Coffin aus. Insgesamt war die Geländestrecke anspruchsvoll: Kein Starter blieb in der erlaubten Zeit, nur eine Reiterin bekam weniger als zehn zusätzliche Minuspunkte.
Doch die veterinärmedizinische Untersuchung nach dem Geländetag und die Springprüfung brachten die Österreicher nach vorne: Tschechien musste das Aus von zwei weiteren Reitern hinnehmen, Großbritannien und die Schweiz von jeweils einem weiteren Mannschaftsreiter. Die erstmals an einer Etappe des Nations Cups teilnehmenden Österreicher kamen damit im Endergebnis auf den dritten Rang. Die Niederlande platzierten sich auf dem zweiten Rang, Deutschland gewann die Prüfung. In der Einzelwertung sicherte sich die Britin Georgie Spence mit über zehn Minuspunkten Vorsprung den Sieg.
Mannschaftswertung CICO 3*
| | Mannschaft                                                                                          | Reiter und Pferde                                                                                   | Minuspunkte                                                                                         | Minuspunkte                                                                                         | Minuspunkte                                                                                         | Minuspunkte                                                                                         | Wertungs- punkte |
| Dressur                                                                                             | Mannschaft                                                                                          | Reiter und Pferde                                                                                   | Gelände                                                                                             | Springen                                                                                            | Gesamt                                                                                              | | Wertungs- punkte |
| --------------------------------------------------------------------------------------------------- | --------------------------------------------------------------------------------------------------- | --------------------------------------------------------------------------------------------------- | --------------------------------------------------------------------------------------------------- | --------------------------------------------------------------------------------------------------- | --------------------------------------------------------------------------------------------------- | --------------------------------------------------------------------------------------------------- | ---------------- |
| 1                                                                                                   | Deutschland                                                                                         | Nicolai Aldinger Newell                                                                             | 52,80                                                                                               | 43,60                                                                                               | 5,00                                                                                                | 101,40                                                                                              |                  |
| 1                                                                                                   | Deutschland                                                                                         | Jörg Kurbel Brookfield de Bouncer                                                                   | 47,40                                                                                               | 26,40                                                                                               | 4,00                                                                                                | 77,80                                                                                               |                  |
| 1                                                                                                   | Deutschland                                                                                         | Felix Etzel Bandit                                                                                  | 44,80                                                                                               | 27,60                                                                                               | 0,00                                                                                                | 72,40                                                                                               |                  |
| 1                                                                                                   | Deutschland                                                                                         | Vanessa Bölting Carlson B                                                                           | 52,90                                                                                               | AUSG                                                                                                | | (1000,00)                                                                                           |                  |
| 1                                                                                                   | Deutschland                                                                                         | | | | | 251,60                                                                                              | 100              |
| 2                                                                                                   | Niederlande                                                                                         | Jordy Wilken Burry Spirit                                                                           | 53,00                                                                                               | 50,40                                                                                               | 4,00                                                                                                | (107,40)                                                                                            |                  |
| 2                                                                                                   | Niederlande                                                                                         | Jan van Beek Vamp du Monselet                                                                       | 51,40                                                                                               | 15,60                                                                                               | 4,00                                                                                                | 71,00                                                                                               |                  |
| 2                                                                                                   | Niederlande                                                                                         | Ilonka Kluytmans Image of Roses                                                                     | 59,90                                                                                               | 24,00                                                                                               | 8,00                                                                                                | 91,90                                                                                               |                  |
| 2                                                                                                   | Niederlande                                                                                         | Renske Kroeze Henri Z                                                                               | 56,30                                                                                               | 36,40                                                                                               | 12,00                                                                                               | 104,70                                                                                              |                  |
| 2                                                                                                   | Niederlande                                                                                         | | | | | 267,60                                                                                              | 90               |
| 3                                                                                                   | Österreich                                                                                          | Manfred Rust Hugo Holiday                                                                           | 58,00                                                                                               | AUSG                                                                                                | | (1000,00)                                                                                           |                  |
| 3                                                                                                   | Österreich                                                                                          | Rebecca Gerold Galileo                                                                              | 53,20                                                                                               | 72,80                                                                                               | 16,00                                                                                               | 142,00                                                                                              |                  |
| 3                                                                                                   | Österreich                                                                                          | Charlotte Dobretsberger Vally K                                                                     | 44,90                                                                                               | 24,80                                                                                               | 4,00                                                                                                | 73,70                                                                                               |                  |
| 3                                                                                                   | Österreich                                                                                          | Margit Appelt Space Jet                                                                             | 52,00                                                                                               | 40,40                                                                                               | 6,00                                                                                                | 98,40                                                                                               |                  |
| 3                                                                                                   | Österreich                                                                                          | | | | | 227,60                                                                                              | 80               |
| 4                                                                                                   | Italien                                                                                             | Andrea Docimo Waldo                                                                                 | 56,20                                                                                               | 82,80                                                                                               | 12,00                                                                                               | 151,00                                                                                              |                  |
| 4                                                                                                   | Italien                                                                                             | Mattia Luciani Leopold K                                                                            | 64,20                                                                                               | 13,60                                                                                               | 12,00                                                                                               | 89,80                                                                                               |                  |
| 4                                                                                                   | Italien                                                                                             | Federico Riso Rocco II                                                                              | 57,00                                                                                               | 29,20                                                                                               | 8,00                                                                                                | 94,20                                                                                               |                  |
| 4                                                                                                   | Italien                                                                                             | Arianna Guidarelli Seabisquit                                                                       | 49,10                                                                                               | AUFG                                                                                                | | (1000,00)                                                                                           |                  |
| 4                                                                                                   | Italien                                                                                             | | | | | 335,00                                                                                              | 70               |
| weitere Platzierungen: Großbritannien: 5. Rang Schweiz: 6. Rang Tschechien: 7. Rang Ungarn: 8. Rang | weitere Platzierungen: Großbritannien: 5. Rang Schweiz: 6. Rang Tschechien: 7. Rang Ungarn: 8. Rang | weitere Platzierungen: Großbritannien: 5. Rang Schweiz: 6. Rang Tschechien: 7. Rang Ungarn: 8. Rang | weitere Platzierungen: Großbritannien: 5. Rang Schweiz: 6. Rang Tschechien: 7. Rang Ungarn: 8. Rang | weitere Platzierungen: Großbritannien: 5. Rang Schweiz: 6. Rang Tschechien: 7. Rang Ungarn: 8. Rang | weitere Platzierungen: Großbritannien: 5. Rang Schweiz: 6. Rang Tschechien: 7. Rang Ungarn: 8. Rang | weitere Platzierungen: Großbritannien: 5. Rang Schweiz: 6. Rang Tschechien: 7. Rang Ungarn: 8. Rang | 60 55 50 45      |

Einzelwertung CICO 3*
| Rang | Reiter                  | Pferd            | Mannschafts- wertung | Minuspunkte | Minuspunkte | Minuspunkte | Minuspunkte |
| Rang | Reiter                  | Pferd            | Mannschafts- wertung | Dressur     | Springen    | Gelände     | Gesamt      |
| ---- | ----------------------- | ---------------- | -------------------- | ----------- | ----------- | ----------- | ----------- |
| 1    | Georgie Spence          | Halltown Harley  | ja                   | 51,20       | 8,40        | 0,00        | 59,60       |
| 2    | Jan van Beek            | Vamp du Monselet | ja                   | 51,40       | 15,60       | 4,00        | 71,00       |
| 3    | Felix Etzel             | Bandit           | ja                   | 44,80       | 27,60       | 0,00        | 72,40       |
| 4    | Jordy Wilken            | Chapeau Spirit   | nein                 | 54,00       | 14,80       | 4,00        | 72,80       |
| 5    | Charlotte Dobretsberger | Vally K          | ja                   | 44,90       | 24,80       | 4,00        | 73,70       |

### 6. Prüfung: Vereinigte Staaten von Amerika
In der Kleinstadt The Plains in Virginia, 75 km entfernt von Washington D.C., fand am 8. und 9. Juli 2017 die US-amerikanische Station des Nations Cups statt. Das Nationenpreisturnier Great Meadow International war als CICO 3* ausgeschrieben. Es wurde als Two-Day-Event ausgerichtet, folglich fanden am ersten Turniertag die Dressur und das Springen statt, während die Geländeprüfung den zweiten Tag einnahm.
Das Starterfeld umfasste 32 Pferde mit ihren Reitern. Überwiegend waren US-amerikanische Reiter am Start, aber auch Großbritannien und Kanada stellten eine Nationenpreismannschaft. Während der Sieg der Gastgeber im Vorjahr deutlich war, fiel dieser 2017 knapper aus: Während die Vereinigten Staaten auf ein Endresultat von 151,5 Minuspunkten kamen, beendeten die Kanadier die Prüfung mit einem Resultat von 168,6 Minuspunkten. Dieser Abstand hätte noch enger ausfallen können, doch Kanadas bis zum Springen bestes Paar, Jessica Phoenix und Pavarotti, überschritten im Gelände die Idealzeit spürbar und bekamen hierfür 12,4 Minuspunkte.
In der Einzelwertung trennten am Ende nur 0,3 Minuspunkte Lynn Symansky von der Siegerin Jennifer Brannigan.
Mannschaftswertung CICO 3*
|         | Mannschaft         | Reiter und Pferde                 | Minuspunkte | Minuspunkte | Minuspunkte | Minuspunkte | Wertungs- punkte |
| Dressur | Mannschaft         | Reiter und Pferde                 | Springen    | Gelände     | Gesamt      |             | Wertungs- punkte |
| ------- | ------------------ | --------------------------------- | ----------- | ----------- | ----------- | ----------- | ---------------- |
| 1       | Vereinigte Staaten | Boyd Martin Steady Eddie          | (58,30)     | 0,00        | 0,00        | 58,30       |                  |
| 1       | Vereinigte Staaten | Lynn Symansky Donner              | 48,90       | 0,00        | 1,20        | 50,10       |                  |
| 1       | Vereinigte Staaten | Jennifer Brannigan Cambalda       | 48,20       | 0,00        | 1,60        | 49,80       |                  |
| 1       | Vereinigte Staaten | Phillip Dutton I'm Sew Ready      | 42,00       | 4,00        | 5,60        | 51,60       |                  |
| 1       | Vereinigte Staaten |                                   |             |             |             | 151,50      | 100              |
| 2       | Kanada             | Jessica Phoenix Pavarotti         | 44,00       | 0,00        | 12,40       | 56,40       |                  |
| 2       | Kanada             | Selena O’Hanlon Foxwood High      | 46,90       | 8,00        | 0,00        | 54,90       |                  |
| 2       | Kanada             | Waylon Roberts Kelecyn Cognac     | 49,30       | 8,00        | 0,00        | 57,30       |                  |
| 2       | Kanada             | Lisa Marie Fergusson Honor Me     | 65,50       | 4,00        | 2,00        | 71,50       |                  |
| 2       | Kanada             |                                   |             |             |             | 168,60      | 90               |
| 3       | Großbritannien     | Justine Dutton Jak My Style       | 56,40       | 12,00       | AUSG        | (1000,00)   |                  |
| 3       | Großbritannien     | Matthew Heath One of a Kind       | 53,70       | 4,00        | AUSG        | 1000,00     |                  |
| 3       | Großbritannien     | Emily Llewellyn Emirati Night Sky | 49,30       | 0,00        | 8,80        | 58,10       |                  |
| 3       | Großbritannien     | Nicky Roncoroni Watts Burn        | 48,60       | 0,00        | 4,40        | 53,00       |                  |
| 3       | Großbritannien     |                                   |             |             |             | 1111,10     | 80               |

Einzelwertung CICO 3*
| Rang | Reiter             | Pferd         | Mannschafts- wertung | Minuspunkte | Minuspunkte | Minuspunkte | Minuspunkte |
| Rang | Reiter             | Pferd         | Mannschafts- wertung | Dressur     | Springen    | Gelände     | Gesamt      |
| ---- | ------------------ | ------------- | -------------------- | ----------- | ----------- | ----------- | ----------- |
| 1    | Jennifer Brannigan | Cambalda      | ja                   | 48,20       | 0,00        | 1,60        | 49,80       |
| 2    | Lynn Symansky      | Donner        | ja                   | 48,90       | 0,00        | 1,20        | 50,10       |
| 3    | Phillip Dutton     | I'm Sew Ready | ja                   | 42,00       | 4,00        | 5,60        | 51,60       |
| 4    | Nicky Roncoroni    | Watts Burn    | ja                   | 48,60       | 0,00        | 4,40        | 53,00       |
| 5    | Selena O’Hanlon    | Foxwood High  | ja                   | 46,90       | 8,00        | 0,00        | 54,90       |

### 7. Prüfung: Deutschland
Im Rahmen des CHIO Aachen werden alljährlich die deutschen Nationenpreise in fünf Disziplinen, so auch in der Vielseitigkeit, ausgetragen. Das Turnier fand vom 14. bis 23. Juli 2017 in Aachen statt. Die Vielseitigkeitsreiter traten zunächst am Freitag, den 21. Juli in den Teilprüfungen Dressur und Springen an, am Folgetag stand dann die abschließende Geländeprüfung auf dem Programm.
Drei Mannschaftsreiter mit Dressurergebnissen von über 76 Prozent brachten die deutsche Equipe klar in Führung. Deutschland bekam im Springen vier Minuspunkte zum Mannschaftsergebnis hinzu, die zweitplatzierten Australier acht Minuspunkte. Die Geländestrecke wurde von Rüdiger Schwarz erbaut und wurde somit als „Vorgeschmack“ für die Europameisterschaften im August angesehen, für deren Geländekurs Schwarz ebenso verantwortlich war. Nur wenige Reiter blieben in der erlaubten Zeit, es gab jedoch wenige Vorbeiläufer. Sechs von 37 Startern im Gelände beendeten den Kurs nicht.
Die australische Equipe verlor im Gelände den Anschluss an die deutsche Mannschaft, nachdem Emma McNab hier 40 Minuspunkte bekam und somit das bis hierhin deutlich schlechtere Ergebnis von Katja Weimann in die Mannschaftswertung einging. Deutschland hingegen konnte die Prüfung mit drei Reitern mit weniger als 38 Minuspunkten beenden, selbst die als Streichergebnis zählende Josefa Sommer kam mit Hamilton noch auf Rang 13 der Einzelwertung.
Mannschaftswertung CICO 3*
|                                                                                    | Mannschaft                                                                         | Reiter und Pferde                                                                  | Minuspunkte                                                                        | Minuspunkte                                                                        | Minuspunkte                                                                        | Minuspunkte                                                                        | Wertungs- punkte |
| Dressur                                                                            | Mannschaft                                                                         | Reiter und Pferde                                                                  | Springen                                                                           | Gelände                                                                            | Gesamt                                                                             |                                                                                    | Wertungs- punkte |
| ---------------------------------------------------------------------------------- | ---------------------------------------------------------------------------------- | ---------------------------------------------------------------------------------- | ---------------------------------------------------------------------------------- | ---------------------------------------------------------------------------------- | ---------------------------------------------------------------------------------- | ---------------------------------------------------------------------------------- | ---------------- |
| 1                                                                                  | Deutschland                                                                        | Josefa Sommer Hamilton                                                             | 45,30                                                                              | 0,00                                                                               | 6,00                                                                               | (51,30)                                                                            |                  |
| 1                                                                                  | Deutschland                                                                        | Ingrid Klimke Hale Bob OLD                                                         | 34,50                                                                              | 0,00                                                                               | 0,00                                                                               | 34,50                                                                              |                  |
| 1                                                                                  | Deutschland                                                                        | Michael Jung Sam FBW                                                               | 34,70                                                                              | 0,00                                                                               | 0,00                                                                               | 34,70                                                                              |                  |
| 1                                                                                  | Deutschland                                                                        | Sandra Auffarth Opgun Louvo                                                        | 31,80                                                                              | 4,00                                                                               | 2,00                                                                               | 37,80                                                                              |                  |
| 1                                                                                  | Deutschland                                                                        |                                                                                    |                                                                                    |                                                                                    |                                                                                    | 107,00                                                                             | 100              |
| 2                                                                                  | Australien                                                                         | Katja Weimann Cosmopolitan                                                         | 58,50                                                                              | 8,00                                                                               | 8,00                                                                               | 74,50                                                                              |                  |
| 2                                                                                  | Australien                                                                         | Emma McNab Fernhill Tabasco                                                        | 37,40                                                                              | 8,00                                                                               | 40,00                                                                              | (85,40)                                                                            |                  |
| 2                                                                                  | Australien                                                                         | Shane Rose CP Qualified                                                            | 36,70                                                                              | 0,00                                                                               | 0,80                                                                               | 37,50                                                                              |                  |
| 2                                                                                  | Australien                                                                         | Christopher Burton Nobilis                                                         | 40,60                                                                              | 0,00                                                                               | 0,00                                                                               | 40,60                                                                              |                  |
| 2                                                                                  | Australien                                                                         |                                                                                    |                                                                                    |                                                                                    |                                                                                    | 152,60                                                                             | 90               |
| 3                                                                                  | Schweden                                                                           | Niklas Lindbäck Focus Filiocus                                                     | 51,80                                                                              | 0,00                                                                               | 12,80                                                                              | 64,60                                                                              |                  |
| 3                                                                                  | Schweden                                                                           | Louise Svensson Jähde Utah Sun                                                     | 42,20                                                                              | 0,00                                                                               | 6,00                                                                               | 48,20                                                                              |                  |
| 3                                                                                  | Schweden                                                                           | Sara Algotsson-Ostholt Reality                                                     | 39,80                                                                              | 2,00                                                                               | 6,00                                                                               | 47,80                                                                              |                  |
| 3                                                                                  | Schweden                                                                           |                                                                                    |                                                                                    |                                                                                    |                                                                                    | 160,60                                                                             | 80               |
| 4                                                                                  | Neuseeland                                                                         | Tim Price Sky Boy                                                                  | 47,10                                                                              | 8,00                                                                               | 7,20                                                                               | 62,30                                                                              |                  |
| 4                                                                                  | Neuseeland                                                                         | Blyth Tait Darius                                                                  | 51,40                                                                              | 0,00                                                                               | 29,20                                                                              | 80,60                                                                              |                  |
| 4                                                                                  | Neuseeland                                                                         | Jonathan Paget Xavier Faer                                                         | 42,60                                                                              | 12,00                                                                              | AUSG                                                                               | (1000,00)                                                                          |                  |
| 4                                                                                  | Neuseeland                                                                         | Mark Todd Leonidas II                                                              | 37,10                                                                              | 1,00                                                                               | 0,00                                                                               | 38,10                                                                              |                  |
| 4                                                                                  | Neuseeland                                                                         |                                                                                    |                                                                                    |                                                                                    |                                                                                    | 181,00                                                                             | 70               |
| weitere Platzierungen: Großbritannien: 5. Rang Frankreich: 6. Rang Irland: 7. Rang | weitere Platzierungen: Großbritannien: 5. Rang Frankreich: 6. Rang Irland: 7. Rang | weitere Platzierungen: Großbritannien: 5. Rang Frankreich: 6. Rang Irland: 7. Rang | weitere Platzierungen: Großbritannien: 5. Rang Frankreich: 6. Rang Irland: 7. Rang | weitere Platzierungen: Großbritannien: 5. Rang Frankreich: 6. Rang Irland: 7. Rang | weitere Platzierungen: Großbritannien: 5. Rang Frankreich: 6. Rang Irland: 7. Rang | weitere Platzierungen: Großbritannien: 5. Rang Frankreich: 6. Rang Irland: 7. Rang | 60 55 50         |

Einzelwertung CICO 3*
| Rang | Reiter          | Pferd        | Mannschafts- wertung | Minuspunkte | Minuspunkte | Minuspunkte | Minuspunkte |
| Rang | Reiter          | Pferd        | Mannschafts- wertung | Dressur     | Springen    | Gelände     | Gesamt      |
| ---- | --------------- | ------------ | -------------------- | ----------- | ----------- | ----------- | ----------- |
| 1    | Ingrid Klimke   | Hale Bob OLD | ja                   | 34,50       | 0,00        | 0,00        | 34,50       |
| 2    | Michael Jung    | Sam FBW      | ja                   | 34,70       | 0,00        | 0,00        | 34,70       |
| 3    | Shane Rose      | CP Qualified | ja                   | 36,70       | 0,00        | 0,80        | 37,50       |
| 4    | Sandra Auffarth | Opgun Louvo  | ja                   | 31,80       | 4,00        | 2,00        | 37,80       |
| 5    | Mark Todd       | Leonidas II  | ja                   | 37,10       | 1,00        | 0,00        | 38,10       |

### 8. Prüfung: Frankreich
In den Vorjahren bildete das bereits Ende März stattfindende französische Nationenpreisturnier in Fontainebleau jeweils den Auftakt zur Nationenpreisserie. Im Januar 2017 wurde bekannt, dass das Turnier im Jahr 2017 insbesondere aus finanziellen Gründen nicht durchgeführt werden würde. Als Ersatz hierfür wurde die 3*-Kurzprüfung des Turniers Le Grand Complet Haras du Pin zum französischen Nationenpreis aufgewertet. Die Veranstaltung fand auf dem Gelände des französischen Nationalgestüts Haras du Pin in Le Merlerault statt, hier wurde bei den Weltreiterspielen 2014 die Geländeprüfung der Vielseitigkeit ausgerichtet.
Das Nationenpreisturnier fand vom 10. bis 13. August 2017 statt und endete damit nur vier Tage vor Beginn der Europameisterschaften im Strzegom. Dementsprechend waren für die Nationen andere Paare am Start, vier Nationen hatten Equipen zum Haras du Pin entsandt. Während Olympiasieger Frankreich die Europameisterschaften weit abgeschlagen auf Rang 11 beendeten, waren sie beim heimischen Nationenpreis siegreich. Obwohl der größte Teil der Teilnehmer nur Minuspunkte für das Überschreiten der Idealzeit im Gelände sammelten, mussten die drei anderen Equipen jeweils einen ausgeschiedenen Mannschaftsreiter im Gelände hinnehmen.
Unter 50 Minuspunkten blieben in der Einzelwertung fünf Paare. Der Sieg ging mit vier Minuspunkten Vorsprung an den Australier Christopher Burton.
Mannschaftswertung CICO 3*
|         | Mannschaft     | Reiter und Pferde                    | Minuspunkte | Minuspunkte | Minuspunkte | Minuspunkte | Wertungs- punkte |
| Dressur | Mannschaft     | Reiter und Pferde                    | Gelände     | Springen    | Gesamt      |             | Wertungs- punkte |
| ------- | -------------- | ------------------------------------ | ----------- | ----------- | ----------- | ----------- | ---------------- |
| 1       | Frankreich     | Karim Florent Laghouag Entebbe       | 40,70       | 0,00        | 0,00        | 40,70       |                  |
| 1       | Frankreich     | Lionel Guyon Tactic de Lalou         | 41,90       | 0,80        | 0,00        | 42,70       |                  |
| 1       | Frankreich     | Nicolas Touzaint Topsecret d'Eglefin | 43,30       | 0,40        | 4,00        | 47,70       |                  |
| 1       | Frankreich     | Thibault Fournier Siniani de Lathus  | 40,70       | 36,80       | 8,00        | (85,50)     |                  |
| 1       | Frankreich     |                                      |             |             |             | 131,10      | 100              |
| 2       | Großbritannien | Imogen Murray Ivar Gooden            | 51,30       | 0,80        | 0,00        | 52,10       |                  |
| 2       | Großbritannien | Laura Collett Mr Bass                | 50,00       | 0,00        | 4,00        | 54,00       |                  |
| 2       | Großbritannien | Holly Woodhead Quintessential        | 44,60       | 6,80        | 8,00        | 59,40       |                  |
| 2       | Großbritannien | Georgie Spence Wii Limbo             | 46,70       | AUSG        |             | (1000,00)   |                  |
| 2       | Großbritannien |                                      |             |             |             | 165,50      | 90               |
| 3       | Deutschland    | Anna Siemer Chloe                    | 46,10       | 7,20        | 0,00        | 53,30       |                  |
| 3       | Deutschland    | Franziska Keinki Lancaster           | 51,50       | 1,20        | 8,00        | 60,70       |                  |
| 3       | Deutschland    | Nicolai Aldinger Newell              | 50,50       | 6,80        | 8,00        | 65,30       |                  |
| 3       | Deutschland    | Falk-Filip-Finn Westerich FBW Gina K | 53,60       | AUSG        |             | (1000,00)   |                  |
| 3       | Deutschland    |                                      |             |             |             | 179,30      | 80               |
| 4       | Niederlande    | Jan van Beek Vamp du Monselet        | 53,90       | 6,40        | 0,00        | 60,30       |                  |
| 4       | Niederlande    | Ilonka Kluytmans Canna there he is   | 51,30       | 8,00        | 4,00        | 63,30       |                  |
| 4       | Niederlande    | Elaine Pen Chivers                   | 53,40       | 11,20       | 0,00        | 64,60       |                  |
| 4       | Niederlande    | Jordy Wilken Burry Spirit            | 49,60       | AUSG        |             | (1000,00)   |                  |
| 4       | Niederlande    |                                      |             |             |             | 188,20      | 70               |

Einzelwertung CICO 3*
| Rang | Reiter                 | Pferd               | Mannschafts- wertung | Minuspunkte | Minuspunkte | Minuspunkte | Minuspunkte |
| Rang | Reiter                 | Pferd               | Mannschafts- wertung | Dressur     | Gelände     | Springen    | Gesamt      |
| ---- | ---------------------- | ------------------- | -------------------- | ----------- | ----------- | ----------- | ----------- |
| 1    | Christopher Burton     | Quality Purdey      | nein                 | 36,70       | 0,00        | 0,00        | 36,70       |
| 2    | Karim Florent Laghouag | Entebbe             | ja                   | 40,70       | 0,00        | 0,00        | 40,70       |
| 3    | Lionel Guyon           | Tactic de Lalou     | ja                   | 41,90       | 0,80        | 0,00        | 42,70       |
| 4    | Nicolas Touzaint       | Topsecret d'Eglefin | ja                   | 43,30       | 0,40        | 4,00        | 47,70       |
| 5    | Mathieu Lemoine        | Tzinga d'Auzay      | nein                 | 45,60       | 0,00        | 4,00        | 49,60       |

### 9. Prüfung: Belgien
Einen Monat nach den Europameisterschaften fand die vorletzte Etappe des Nations Cups in Waregem statt. Das Nationenpreisturnier Belgiens, International Eventing Waregem, wurde vom 21. bis 24. September 2017 ausgerichtet. Nach der Dressur lag Deutschland in Führung; Großbritannien, Schweden und die nur mit drei Reitern gestarteten Japaner kamen ebenfalls auf ein Dressur-Mannschaftsergebnis von unter 140 Minuspunkten. Bereits im Springen musste Schweden den Sturz und damit das Aus von Anna Nilsson hinnehmen, was sie auf Rang sechs zurückwarf.
Während der Geländestrecke war nur für acht der 66 ins Ziel gekommenen Reiter ein oder mehrere Vorbeiläufer zu verzeichnen. Hauptherausforderung war die Idealzeit von sieben Minuten, die keiner der Starter einhielt. 19 Paare beendeten das Gelände nicht (Aufgabe oder ausgeschieden). Die vier Reiterinnen der deutschen Mannschaft leisteten sich Zeitüberschreitungen von 12 bis 45 Sekunden, aber keine weiteren Fehler. Somit gewann Deutschland mit 8,5 Minuspunkten Vorsprung. Großbritannien auf dem zweiten Rang und die fünftplatzierten Niederländer brachten alle ihre Reiter in das Ziel. Japan und Schweden hingegen kamen jeweils nur auf einen Mannschaftsreiter im Endergebnis, was sie auf die Plätze sechs und sieben zurückwarf.
Frankreichs bester Mannschaftsreiter Maxime Livio gewann mit Pica d'Or auch die Einzelwertung. Der deutsche Einzelstarter Felix Etzel lag nach der Dressur in Führung, ein Hindernisfehler im Springen verhinderte letztlich seinen Sieg. Er kam auf Rang zwei vor einem weiteren Einzelstarter aus Deutschland, Andreas Ostholt.
Mannschaftswertung CICO 3*
|                                                                              | Mannschaft                                                                   | Reiter und Pferde                                                            | Minuspunkte                                                                  | Minuspunkte                                                                  | Minuspunkte                                                                  | Minuspunkte                                                                  | Wertungs- punkte |
| Dressur                                                                      | Mannschaft                                                                   | Reiter und Pferde                                                            | Springen                                                                     | Gelände                                                                      | Gesamt                                                                       |                                                                              | Wertungs- punkte |
| ---------------------------------------------------------------------------- | ---------------------------------------------------------------------------- | ---------------------------------------------------------------------------- | ---------------------------------------------------------------------------- | ---------------------------------------------------------------------------- | ---------------------------------------------------------------------------- | ---------------------------------------------------------------------------- | ---------------- |
| 1                                                                            | Deutschland                                                                  | Julia Mestern Grand Prix                                                     | 43,70                                                                        | 6,00                                                                         | 4,80                                                                         | 54,50                                                                        |                  |
| 1                                                                            | Deutschland                                                                  | Anna-Maria Rieke Petite Dame                                                 | 40,40                                                                        | 0,00                                                                         | 18,00                                                                        | 58,40                                                                        |                  |
| 1                                                                            | Deutschland                                                                  | Leonie Kuhlmann Cascora                                                      | 45,90                                                                        | 4,00                                                                         | 9,20                                                                         | 59,10                                                                        |                  |
| 1                                                                            | Deutschland                                                                  | Sandra Auffarth Viamant du Matz                                              | 54,00                                                                        | 0,00                                                                         | 9,60                                                                         | (63,60)                                                                      |                  |
| 1                                                                            | Deutschland                                                                  |                                                                              |                                                                              |                                                                              |                                                                              | 172,00                                                                       | 100              |
| 2                                                                            | Großbritannien                                                               | Francesca Reid-Warrilow Dolley Whisper                                       | 41,30                                                                        | 4,00                                                                         | 12,40                                                                        | 57,70                                                                        |                  |
| 2                                                                            | Großbritannien                                                               | Sarah Bullimore Valentino V                                                  | 42,90                                                                        | 4,00                                                                         | 13,20                                                                        | 60,10                                                                        |                  |
| 2                                                                            | Großbritannien                                                               | Georgie Spence Halltown Harley                                               | 50,70                                                                        | 4,00                                                                         | 8,00                                                                         | 62,70                                                                        |                  |
| 2                                                                            | Großbritannien                                                               | Harry Dzenis Above Board                                                     | 49,80                                                                        | 8,00                                                                         | 16,40                                                                        | (74,20)                                                                      |                  |
| 2                                                                            | Großbritannien                                                               |                                                                              |                                                                              |                                                                              |                                                                              | 180,50                                                                       | 90               |
| 3                                                                            | Frankreich                                                                   | Maxime Livio Pica d'Or                                                       | 40,20                                                                        | 0,00                                                                         | 5,60                                                                         | 45,80                                                                        |                  |
| 3                                                                            | Frankreich                                                                   | Remi Pillot Tol Chik du Levant                                               | 51,50                                                                        | 0,00                                                                         | 10,00                                                                        | 61,50                                                                        |                  |
| 3                                                                            | Frankreich                                                                   | Camille Lejeune Tahina des Isles                                             | 54,30                                                                        | 4,00                                                                         | 15,60                                                                        | 73,90                                                                        |                  |
| 3                                                                            | Frankreich                                                                   | Stanislas de Zuchowicz Ult'im                                                | 50,70                                                                        | 4,00                                                                         | AUSG                                                                         | (1000,00)                                                                    |                  |
| 3                                                                            | Frankreich                                                                   |                                                                              |                                                                              |                                                                              |                                                                              | 181,20                                                                       | 80               |
| 4                                                                            | Belgien                                                                      | Lara de Liedekerke-Meier Nyala d'Arville                                     | 49,90                                                                        | 0,00                                                                         | 10,00                                                                        | 59,90                                                                        |                  |
| 4                                                                            | Belgien                                                                      | Joris Van Springel Imperial van de Holtakkers                                | 47,50                                                                        | 0,00                                                                         | 18,00                                                                        | 65,50                                                                        |                  |
| 4                                                                            | Belgien                                                                      | Chloe Raty Axel Z                                                            | 57,00                                                                        | 0,00                                                                         | 20,00                                                                        | 77,00                                                                        |                  |
| 4                                                                            | Belgien                                                                      | Christian Chabot Vulcano                                                     | 56,30                                                                        | 0,00                                                                         | AUSG                                                                         | (1000,00)                                                                    |                  |
| 4                                                                            | Belgien                                                                      |                                                                              |                                                                              |                                                                              |                                                                              | 202,40                                                                       | 70               |
| weitere Platzierungen: Niederlande: 5. Rang Japan: 6. Rang Schweden: 7. Rang | weitere Platzierungen: Niederlande: 5. Rang Japan: 6. Rang Schweden: 7. Rang | weitere Platzierungen: Niederlande: 5. Rang Japan: 6. Rang Schweden: 7. Rang | weitere Platzierungen: Niederlande: 5. Rang Japan: 6. Rang Schweden: 7. Rang | weitere Platzierungen: Niederlande: 5. Rang Japan: 6. Rang Schweden: 7. Rang | weitere Platzierungen: Niederlande: 5. Rang Japan: 6. Rang Schweden: 7. Rang | weitere Platzierungen: Niederlande: 5. Rang Japan: 6. Rang Schweden: 7. Rang | 60 55 50         |

Einzelwertung CICO 3*
| Rang | Reiter          | Pferd        | Mannschafts- wertung | Minuspunkte | Minuspunkte | Minuspunkte | Minuspunkte |
| Rang | Reiter          | Pferd        | Mannschafts- wertung | Dressur     | Springen    | Gelände     | Gesamt      |
| ---- | --------------- | ------------ | -------------------- | ----------- | ----------- | ----------- | ----------- |
| 1    | Maxime Livio    | Pica d'Or    | ja                   | 40,20       | 0,00        | 5,60        | 45,80       |
| 2    | Felix Etzel     | Bandit       | nein                 | 37,30       | 4,00        | 6,40        | 47,70       |
| 3    | Andreas Ostholt | Pennsylvania | nein                 | 38,90       | 0,00        | 11,20       | 50,10       |
| 4    | Julia Mestern   | Grand Prix   | ja                   | 43,70       | 6,00        | 4,80        | 54,50       |
| 5    | Yoshiaki Ōiwa   | Calle        | ja                   | 47,60       | 0,00        | 10,00       | 57,60       |

### 10. Prüfung: Niederlande
Weiterhin wurde der einzige Nationenpreis auf 3*-Langprüfungs-Niveau (CCIO 3*) in Boekelo durchgeführt. Als eines der letzten Turniere der Saison in Europa ist Military Boekelo seit der ersten Saison stets die letzte Etappe des Nations Cups. Das Nationenpreisturnier der Niederlande fand vom 5. bis 8. Oktober 2017 statt. Das Preisgeld betrug 47.700 Euro.
Nach der Dressur lag Neuseeland in Führung, als einzige Mannschaft kam es auf weniger als 130 Minuspunkte. Anhaltender Regen am Geländetag machte die Geländestrecke nochmals anspruchsvoller. Das Mannschaftsergebnis änderte sich im Vergleich zur Dressur deutlich: Die zweitplatzierten Franzosen bekamen fast 100 Minuspunkte hinzu und fielen auf den siebenten Platz zurück. Ähnlich hohe Zuwächse bei ihren Ergebnissen mussten auch die Vereinigten Staaten und Belgien hinnehmen, Italien bekam gar rund 200 Minuspunkte hinzu. Die Schweiz brachte nur die Hälfte ihrer vier Mannschaftsreiter in das Ziel. Mit weniger als 50 Minuspunkten Zuwachs waren die Iren die Gewinner des Geländetags und rückten von Platz zehn auf Platz vier vor.
Vor der Verfassungsprüfung am letzten Tag zogen zwei britische Mannschaftsreiter und eine weitere Schweizer Mannschaftsreiterin zurück, so dass beide Equipen auf die beiden letzten Plätze zurückfielen und dort auch nach dem Springen verblieben. Acht Minuspunkte bekam die deutsche Equipe im Springen hinzu und hielt damit den zweiten Platz, auf dem sie nach dem Gelände gelegen hatte. Mit ebenso acht Minuspunkten behielt Neuseeland seine Führung bei und gewann die Mannschaftswertung von Boekelo.
In der Einzelwertung gewann mit Tim Price ebenso ein neuseeländischer Mannschaftsreiter. Auf den Plätzen zwei bis fünf folgten Einzelreiter aus verschiedenen Nationen.
Mannschaftswertung CCIO 3*
| | Mannschaft | Reiter und Pferde | Minuspunkte | Minuspunkte | Minuspunkte | Minuspunkte | Wertungs- punkte     |
| Dressur | Mannschaft | Reiter und Pferde | Gelände | Springen | Gesamt | | Wertungs- punkte     |
| --- | --- | --- | --- | --- | --- | --- | -------------------- |
| 1 | Neuseeland | Tim Price Cekatinka | 39,70 | 4,00 | 0,00 | 43,70 |                      |
| 1 | Neuseeland | Mark Todd McClaren | 42,70 | 4,00 | 4,00 | 50,70 |                      |
| 1 | Neuseeland | Daniel Jocelyn Grovine de Reve | 45,30 | 17,20 | 4,00 | 66,50 |                      |
| 1 | Neuseeland | Blyth Tait Havanna van't Castaneahof | 47,50 | 17,60 | 4,00 | (69,10) |                      |
| 1 | Neuseeland | | | | | 160,90 | 100                  |
| 2 | Deutschland | Andreas Dibowski FRH Corrida | 41,40 | 11,60 | 0,00 | 53,00 |                      |
| 2 | Deutschland | Jörg Kurbel Entertain You | 47,30 | 10,40 | 0,00 | 57,70 |                      |
| 2 | Deutschland | Felix Etzel Bandit | 49,20 | 6,40 | 8,00 | 63,60 |                      |
| 2 | Deutschland | Anna Siemer Chloe | 45,60 | 48,00 | 0,00 | (93,60) |                      |
| 2 | Deutschland | | | | | 174,30 | 90                   |
| 3 | Australien | Christopher Burton Quality Purdey | 39,30 | 21,60 | 4,00 | 64,90 |                      |
| 3 | Australien | Catherine Burrell Duke | 45,90 | 19,20 | 0,00 | 65,10 |                      |
| 3 | Australien | Paul Tapner Counter Party | 50,90 | 6,80 | 16,00 | 73,70 |                      |
| 3 | Australien | Shane Rose Paulank Kings River | 54,30 | 38,40 | 8,00 | (100,70) |                      |
| 3 | Australien | | | | | 203,70 | 80                   |
| 4 | Irland | Austin O’Connor Kilpatrick Knight | 50,10 | 16,40 | 0,00 | 66,50 |                      |
| 4 | Irland | Declan Cullen Seavaghan Ash | 53,00 | 7,20 | 10,00 | 70,20 |                      |
| 4 | Irland | Sam Watson Imperial Sky | 51,70 | 14,80 | 4,00 | 70,50 |                      |
| 4 | Irland | Michelle Kenny Aspe | 48,00 | 65,20 | 4,00 | (117,20) |                      |
| 4 | Irland | | | | | 207,20 | 70                   |
| weitere Platzierungen: Niederlande: 5. Rang Frankreich: 6. Rang Vereinigte Staaten: 7. Rang Belgien: 8. Rang Italien: 9. Rang Großbritannien: 10. Rang Schweiz: 11. Rang | weitere Platzierungen: Niederlande: 5. Rang Frankreich: 6. Rang Vereinigte Staaten: 7. Rang Belgien: 8. Rang Italien: 9. Rang Großbritannien: 10. Rang Schweiz: 11. Rang | weitere Platzierungen: Niederlande: 5. Rang Frankreich: 6. Rang Vereinigte Staaten: 7. Rang Belgien: 8. Rang Italien: 9. Rang Großbritannien: 10. Rang Schweiz: 11. Rang | weitere Platzierungen: Niederlande: 5. Rang Frankreich: 6. Rang Vereinigte Staaten: 7. Rang Belgien: 8. Rang Italien: 9. Rang Großbritannien: 10. Rang Schweiz: 11. Rang | weitere Platzierungen: Niederlande: 5. Rang Frankreich: 6. Rang Vereinigte Staaten: 7. Rang Belgien: 8. Rang Italien: 9. Rang Großbritannien: 10. Rang Schweiz: 11. Rang | weitere Platzierungen: Niederlande: 5. Rang Frankreich: 6. Rang Vereinigte Staaten: 7. Rang Belgien: 8. Rang Italien: 9. Rang Großbritannien: 10. Rang Schweiz: 11. Rang | weitere Platzierungen: Niederlande: 5. Rang Frankreich: 6. Rang Vereinigte Staaten: 7. Rang Belgien: 8. Rang Italien: 9. Rang Großbritannien: 10. Rang Schweiz: 11. Rang | 60 55 50 45 40 35 30 |

Einzelwertung CCIO 3*
| Rang | Reiter         | Pferd                 | Mannschafts- wertung | Minuspunkte | Minuspunkte | Minuspunkte | Minuspunkte |
| Rang | Reiter         | Pferd                 | Mannschafts- wertung | Dressur     | Gelände     | Springen    | Gesamt      |
| ---- | -------------- | --------------------- | -------------------- | ----------- | ----------- | ----------- | ----------- |
| 1    | Tim Price      | Cekatinka             | ja                   | 39,70       | 4,00        | 0,00        | 43,70       |
| 2    | Tim Lips       | Bayro                 | nein                 | 39,10       | 6,40        | 0,00        | 45,50       |
| 3    | Alexis Goury   | Trompe l'Oeil d'Emery | nein                 | 45,30       | 0,80        | 0,00        | 46,10       |
| 4    | Astier Nicolas | Vinci de la Vigne     | nein                 | 41,10       | 7,20        | 0,00        | 48,30       |
| 5    | Dani Evans     | Smart Time            | nein                 | 43,60       | 5,60        | 0,00        | 49,20       |

## Gesamtwertung
Die Vergabe der Wertungspunkte erfolgte 2017 nach dem im Vorjahr eingeführten neuen System. Pro Nation gingen maximal sieben Ergebnisse in die Gesamtwertung ein, die Mannschaft mit der höchsten Zahl an Wertungspunkten gewinnt die Gesamtwertung.
Obwohl die Deutschland die Saison nach sieben Etappen mit vier Sieger dominierte, lag zu diesem Zeitpunkt Großbritannien in der Gesamtwertung in Führung, da die Briten an zwei Nationenpreisen mehr teilnahmen und somit in Summe mehr Wertungspunkte gesammelt hatten. Ab der achten durchgeführten Etappe kam die Begrenzung auf maximal sieben Ergebnisse pro Nation zum Tragen. Pünktlich zum Abschluss der Saison übernahm Deutschland die Spitzenposition und gewann damit wie im Vorjahr die Nationenpreisserie.
|    |                    | POL | GBR | IRL | AUT  | USA | DEU | FRA | BEL | NED  | Wertungs- punkte |
| -- | ------------------ | --- | --- | --- | ---- | --- | --- | --- | --- | ---- | ---------------- |
| 1  | Deutschland        | 100 | 100 | –   | 100  | –   | 100 | 80  | 100 | 90   | 670              |
| 2  | Großbritannien     | 90  | 90  | 90  | (60) | 80  | 60  | 90  | 90  | (35) | 590              |
| 3  | Frankreich         | –   | –   | 100 | –    | –   | 55  | 100 | 80  | 55   | 390              |
| 4  | Niederlande        | 60  | –   | –   | 90   | –   | –   | 70  | 60  | 60   | 340              |
| 5  | Neuseeland         | –   | 70  | –   | –    | –   | 70  | –   | –   | 100  | 240              |
| 6  | Vereinigte Staaten | –   | 80  | –   | –    | 100 | –   | –   | –   | 50   | 230              |
| 7  | Schweden           | 80  | –   | –   | –    | –   | 80  | –   | 50  | –    | 210              |
| 8  | Irland             | –   | –   | 80  | –    | –   | 50  | –   | –   | 70   | 200              |
| 9  | Italien            | 70  | –   | –   | 70   | –   | –   | –   | –   | 40   | 180              |
| 10 | Australien         | –   | –   | –   | –    | –   | 90  | –   | –   | 80   | 170              |
| 11 | Belgien            | –   | –   | –   | –    | –   | –   | –   | 70  | 45   | 115              |
| 12 | Kanada             | –   | –   | –   | –    | 90  | –   | –   | –   | –    | 90               |
| 13 | Schweiz            | –   | –   | –   | 55   | –   | –   | –   | –   | 30   | 85               |
| 14 | Österreich         | –   | –   | –   | 80   | –   | –   | –   | –   | –    | 80               |
| 15 | Polen              | 55  | –   | –   | –    | –   | –   | –   | –   | –    | 55               |
| 15 | Japan              | –   | –   | –   | –    | –   | –   | –   | 55  | –    | 55               |
| 17 | Ungarn             | –   | –   | –   | 50   | –   | –   | –   | –   | –    | 50               |
| 18 | Tschechien         | –   | –   | –   | 45   | –   | –   | –   | –   | –    | 45               |